# Юшта
Юшта — село в Шиловском районе Рязанской области в составе Санского сельского поселения.

## Географическое положение
Село Юшта расположено на Мещёрской низменности на левом берегу реки Оки и её рукава оз. Ратное,что  сейчас Ключ  в 7,5 км к северу от пгт Шилово. Расстояние от села до районного центра Шилово по автодороге — 14 км.
Вблизи села находятся пойменные озёра Тишинское, Чернотина, Утиное, урочища Березники, Подоское, Круглое и Сосновое Болото. Ближайшие населённые пункты — сёла Санское и Терехово.

## Население
| 1859 | 1897  | 1906  | 2010 |
| ---- | ----- | ----- | ---- |
| 1501 | ↗3162 | ↗3574 | ↘242 |

## Происхождение названия
О истории происхождения названия села Юшты существует несколько предположений. Согласно местным преданиям, записанным краеведом В. К. Соколовой, село возникло после нашествия татар. На озере Ратное было большое сражение, в котором был убит любимый темник хана Батыя. Звали его Юхтой. Впоследствии на этом месте хан основал селение, и в память об убитом темнике назвал его Юхтой. Потом селение стало называться Уюштой, а затем Юштой.
Согласно «Толковому словарю» В. Даля, «юхта» — кожа рослого быка или коровы, выделанная по русскому способу, на чистом дёгте. Юха ж. црк. навар мясной, рыбий, похлёбка вообще. Юшка — юж.зап. то же, всякий навар, особо рыбий. Юша — об.ниж. тмб. мск. зюзя, насквозь мокрый, от дождя.
Михайловские краеведы И. Журкин и Б. Катагощин считали, что село получило название по озеру Юштинскому (Юшта), близ которого располагалось.
Местное предание, что село Юшта было основано беглым холопом Андреем Ослопом, а также обращает внимание, что, возможно, название селения связано с мордовским словом шта, что означает «воск».

## История
Впервые село Юшта упоминается как дворцовое в писцовых книгах за 1563 год: 
«И выписано из резанских ис писцовых из вотчинных книг писма Григорья Плещеева да Киприяна Дедешина с товарыщи лета 7071 году (1563 г.)».
В писцовых книгах за 1629—1630 годах село Юшта отмечено уже как владельческое с Никольской церковью: 
«За дьяком за Венедиктом Матвеевым сыном Маховым, по государеве цареве и великаго князя Михаила Феодоровича всеа Русии грамоте, какова прислана к писцом, за приписью дьяка Непокоя Кокошкина 138 году, что дано ему князь Григорьево поместье Тюфякино — половина села Юшты без жеребья, на озере на Боровом, а в нём церковь во имя Николы Чудотворца древена клетцки, а церковь и все строение мирское, да у церкви на погосте дворы церковных причетников: двор попа Петра Макарьева, двор попа Ананьи Макарьева, двор дьячка Васки Иванова; пашни паханые церковные худые земли 4 чети, да перелогом и лесом поросло 6 чети в поле, а в дву потомуж, сена церковнаго на Чернятине истоке подле Оки реки на берегу 40 копен, да на лужку на Пересухе 20 копен; в селе ж место дворовое помещиково, двор люцкой, двор помещиков, крестьянских 5 дворов, в них людей 16 человек, 30 дворов бобыльских, а людей в них 60 человек, 11 дворов пустых».
Из документа видно, что первым владельцем села Юшты был князь Григорий Тюфякин, а к 1629 г. село уже было поделено на 2 половины («жеребья»), одной из которых владел дьяк Венедикт Матвеевич Махов, а другой — сподвижник Лжедмитрия II Иван Иванович Чичерин.

По окладным книгам 1676 года селом Юштой владел уже князь Василий Хилков, а при церкви «великого чудотворца Николая» значились: 
«Двор поп Иван, дьячек Серешка Ананьин, двор Лунька Ананьин, двор пономарский; церковные пашни 8 четвертей в поле, в дву потомуж, сена на 190 копён, сколько той земли и сенных покосов в писцовых книгах написано, поп Иван сказал — не ведает — выписи нет. В приходе к той церкви двор вотчинников стольника князя Василья Хилкова, да в том же селе и в деревне Муромке крестьянских 91 двор, да бобыльских 12 дворов. И по окладу с тое церкви дани платить 3 рубли 1 алтын 2 денги. А стараго окладу 2 рубли 11 алтын 2 денги. И по новому окладу перед прежним прибыло 23 алтына 2 денги».
Несколько позднее село Юшта принадлежало князьям Михаилу и Василию Матвеевичам Оболенским, которые в 1685 г. передали его по отказной грамоте боярину Петру Матвеевичу Апраксину в качестве приданого за его женой княжной Степанидой Оболенской.

Во второй половине XVIII века владельцами села Юшта были генерал-поручик и сенатор Пётр Сергеевич Свиньин и предводитель Спасского уездного дворянства Александр Иванович Колемин. В это время в селе на месте старой деревянной церкви была построена новая, каменная, существующая и поныне:
«В январе 1783 г. владелец с. Юшты — поручик Пётр Сергеевич Свиньин обратился к преосвящ. Симону с просьбою о дозволении, вместо ветхой деревянной, построить новую каменную церковь в прежнее храмонаименование; на прошение Свиньина последовала такая резолюция преосвященнаго: „Быть по прошению сему багословляем и, по разсмотрении, Консистория имеет нам доложить и, грамоту написав, представить к подписанию“. Каменная церковь была окончена постройкой и освящена в 1786 году, к тому же времени относится устройство колокольни, но время освящения придела во имя Трёх Святителей не известно».
Главным занятием жителей села Юшты в конце XVIII — начале XIX веков было сельское хозяйство. Основной тяговой силой являлась лошадь. Орудиями труда — соха, борона, коса, серп, цеп. Из сельскохозяйственных культур возделывались рожь, овёс, просо, картофель, горох. Сельское хозяйство не давало крестьянам удовлетворительного существования, а помещикам хороших доходов. Чтобы получить больше доходов от своей вотчины, помещица Свиньина в 1824 г. устроила в селе Юшта текстильную мануфактуру, производившую миткаль. На ней работало от 100 до 300 чел., которые ежегодно вырабатывали тысячи аршин миткаля и каразеи. Готовую продукцию продавали в Москве по «50 и более половинок» (в каждой половинке было 44 аршина). Фабрика проработала 40 лет. Вероятно её упразднению способствовала отмена крепостного права.
После реформы 1861 года крестьяне села Юшты стали лично свободными, но получили мизерные наделы, и были обязаны платить крупные выкупные платежи. Это привело в том же 1861 году к волнениям крестьян села Юшта и близлежащей деревни Муромки, которые отказались платить оброк и недоимки по нему своему помещику Колемину. И всё же, со временем, реформа 1861 года и отмена крепостного права привели к изменениям в жизни крестьян села Юшты. В 1869 году священником И. В. Калининым здесь была открыта мужская приходская школа, перешедшая позднее в ведение земства. В 1891 году была осуществлена коренная реконструкция Никольского храма, в котором к этому времени существовало уже 3 престола: во имя святителя Николая Чудотворца, в честь Трёх Святителей и Казанской иконы Божией Матери.
В селе Юшта получил развитие бондарный промысел: юштинские бочки пользовались спросом среди виноделов России. В 1881 г. спасскими купцами Топорковым и Подлазовым в Юште был основан крахмальный завод, на котором работали до 20 мужчин. Завод работал 2—2,5 месяца в осеннее время, продолжительность рабочего дня составляла 13—14 часов, оплата труда рабочих составляла 13 руб. ежемесячно. Кроме того в зимний период значительная часть крестьян села Юшты уходили в отход на заработки. Местом для подработки были судоверфи Риги, фабрики и заводы Москвы и Санкт-Петербурга.
По данным И. В. Добролюбова к 1891 года в состав прихода Никольской церкви в селе Юшта входили само село с 204 дворами и близлежащие деревни Муромка со 167 дворами, Поляны с 37 дворами и Софоновка с 19 дворами, в которых всего проживало 1386 душ мужского и 1427 душ женского пола, в том числе грамотных — 795 мужчин и 51 женщина.
По данным переписи 1897 года в селе Юшта насчитывалось 469 дворов, в коих проживало 1538 душ мужского пола. В селе располагались следующие промышленные и торговые заведения: 8 рушалок (обмолачивали зерно), 3 кузницы, маслобойня, пекарня, 2 трактира, чайная, 2 мелочных лавки, 2 лавки с красным товаром, 2 винных лавки. Действовали 2 приходских школы: земская мужская и церковная женская. В селе образовалась довольно значительная зажиточная прослойка.
К 1906 г. в селе Юшта насчитывалось 592 двора, где проживало 3 574 душ мужского и женского пола.
Значительные изменения на селе произошли после Октябрьской революции. В 1918 году в Юште вспыхнул антисоветский мятеж. Мятежники собирались идти на Спасск, громить Советы, однако местные крестьяне при поддержке отрядов Красной Армии разгромили мятежников. Советская власть в селе была восстановлена.
Осенью 1929 году, в условиях начавшейся в стране сплошной коллективизации крестьянских хозяйств, на землях вдоль реки Оки был создан огромный совхоз «Гигант», в который были переданы земли крестьян сёл Шилово, Юшта, Борок и Берёзово (Новая Деревня). К этому времени в селе Юшта насчитывалось более 1000 дворов и проживало свыше 5000 жителей.
Очень скоро стало ясно, что создание на крестьянских землях большого государственного предприятия себя не оправдывает, и уже зимой 1931 года совхоз «Гигант» перестал существовать. В частности, из него был выделен колхоз «Фундамент социализма» с центральной усадьбой в селе Юшта. 23 ноября 1939 года, по распоряжению Оргкомитета по Рязанской области, была закрыта Никольская церковь.
В это время большое количество сельчан выезжало на заработки в город и вливалось в состав рабочего класса. Многие оставались в городах на постоянное жительство. Городами, в которые уезжали крестьяне Юшты, были Москва, Ленинград, Астрахань и Одесса. В Астрахань и Одессу отправлялись в основном бондари, которые вырабатывали бочкотару высокого качества. Бондарный цех вплоть до 1970 г. действовал и в самом селе Юшта. Также мужчины работали в портах грузчиками.
Кроме того, в советское время на берегу озера Ратное были обнаружены залежи глины, пригодной для изготовления кирпича. Министерство речного флота СССР построило в селе кирпичный завод, который впоследствии был передан местному колхозу. Многие семьи занимались выработкой кирпича в домашних условиях. Из этого кирпича построены большинство старых домов и зданий в селе.
В годы Великой Отечественной войны 1941—1945 гг. уроженцы села Юшты героически сражались на фронте, двое из них — заместитель командира эскадрильи 608-го ближнебомбардировочного авиаполка майор Василий Ильич Ивашкин (1908—1942 гг.) и стрелок взвода противотанковых ружей рядовой Фёдор Алексеевич Лахтиков (1911—1969 гг.) — были удостоены высокого звания Героя Советского Союза. Несмотря на нехватку рабочих рук, техники и скота, население села Юшта оказывало посильную помощь фронту: здесь из собранной у местных жителей шерсти вырабатывались валенки для бойцов Советской Армии. В период сельхозработ для труда в колхозе стали привлекать школьников, из числа которых на селе были организованы отряды и звенья плодородия. Зачастую, из-за нехватки тягловой силы лошадей и техники, колхозную землю вскапывали лопатами. Так весной 1944 г. 120—150 местных колхозниц вскопали лопатами под посев проса 25 га целины. Весь период войны колхоз «Фундамент социализма» числился в числе передовых хозяйств области, и в 1944 г. сдал в фонд Красной Армии рекордное количество хлеба — 6060 пудов.
В послевоенные годы юштинский колхоз «Фундамент социализма» также оставался одним из лучших. Длительное время здесь работала одна из лучших доярок России — дважды Герой Социалистического Труда Прасковья Николаевна Коврова (1893—1969 гг.).
По данным на 1964 г. в селе Юшта насчитывалось 658 дворов и проживало 2165 человек. В 1960 г., к 43-й годовщине Октябрьской революции, в селе Юшта был построен 2-этажный Дом культуры на 350 мест. В 1971 г. в память о воинах-земляках, не вернувшихся с фронтов Великой Отечественной войны, в селе был открыт обелиск.

## Социальная инфраструктура
В селе Юшта Шиловского района Рязанской области имеются отделение почтовой связи, фельдшерско-акушерский пункт (ФАП) и библиотека (филиал Шиловской ЦБС).

## Транспорт
Вплоть до второй половины XX века наибольшее значение для села Юшта имел водный транспорт. Река Ока и Окский речной путь связывали село с крупнейшими центрами Рязанской области. В селе имеется речная пристань (якорная стоянка).
С конца XX века основные грузо- и пассажироперевозки осуществляются автомобильным транспортом: через село проходит автомобильная дорога межмуниципального значения 61Н-595: «Шилово — Юшта — Санское — Погори». Через реку Оку в летнее время действует паромная переправа; в зимнее время движение осуществляется по льду.

## Достопримечательности
- Храм Казанской иконы Божией Матери — Казанская церковь. Построен в 1786 г. по инициативе и на средства генерал-поручика Петра Сергеевича Свиньина.[11]
- Памятник уроженке села, дважды Герою Социалистического Труда, Прасковье Николаевне Ковровой (1893+1969 гг.). Установлен в 1959 г. (скульптор А. С. Алахвердянц, архитектор И. С. Француз).
- Памятник односельчанам, погибшим в Великой Отечественной войне 1941—1945 гг.

## Известные уроженцы
- Прасковья Николаевна Коврова (1893—1969 гг.) — доярка колхоза «Фундамент социализма» Шиловского района, дважды Герой Социалистического Труда (1952 г., 1957 г.). Награждена 3 Большими и 1 Малой золотыми медалями ВДНХ. Депутат Верховного Совета РСФСР. Похоронена в родном селе.
- Василий Ильич Ивашкин (1908—1942 гг.) — майор, заместитель командира эскадрильи 608-го ближнебомбардировочного авиаполка, Герой Советского Союза (1943 г., посмертно — первый из жителей Шиловского района). Его имя носила пионерская дружина.
- Фёдор Алексеевич Лахтиков (1911—1969 гг.) — рядовой, стрелок взвода противотанковых ружей 835-го стрелкового полка, Герой Советского Союза (1943 г.).